# Distrito de Ninabamba (Santa Cruz)
El Distrito de Ninabamba es un distrito de la provincia de Santa Cruz, en el departamento de Cajamarca, Perú. Según el censo de 2017, tiene una población de 2097 habitantes.
Desde el punto de vista jerárquico de la Iglesia católica forma parte de la Diócesis de Chiclayo, sufragánea de la Arquidiócesis de Piura.

## Historia
Fue creado como distrito el 21 de abril de 1950 por la ley dada en el gobierno del Presidente Manuel A. Odría.

## Geografía
El distrito tiene una extensión de 60,04 km² (kilómetros cuadrados).

## Capital
Tiene como capital al pueblo de Ninabamba, a 2175 m s. n. m. (metros sobre el nivel del mar), en el que se encuentran las grutas de Ushcupishgo; El Tragadero, el puente natural desde el tragadero hasta las grutas de Ushcopishgo; el desenbocadero del río seco; la laguna Santa Lucía; el desfiladero de El Gavilán, etc.
Cerca de este se encuentra el centro poblado de Achiramayo y los famosos caseríos de Tunaspampa, Polulo, La Iraca, La Alfombrilla, con extensos campos de cultivo y abundantes paisajes bellos y enigmáticos, como las Grutas de Polulo.
Los distintos caseríos cuentan con organizaciones de rondas campesinas, siendo las pioneras y más organizadas las bases de Tunaspampa y La Alfombrilla.

## Autoridades

### Municipales
- 2019 -
  - Alcalde: Julio Vargas Guevara

### Policiales
- Comisario: ST2 PNP DIAZ CABANILLAS MANUEL

### Religiosas
- Diócesis de Chiclayo[5]
  - Administrador apostólico: Mons. Ribert Francis Prevost, OSA.